# Schoonspringen op de Olympische Zomerspelen 2024 – tienmetertoren synchroon mannen
Het synchroonspringen voor mannen vanaf de tienmetertoren op de Olympische Zomerspelen 2024 vond plaats op 29 juli. Acht teams van twee schoonspringers kwamen in actie in een directe finale. Regerend olympisch kampioenen waren Tom Daley en Matty Lee uit Groot Brittannië, zij werden in 2024 opgevolgd door de Chinezen Yang Hao en Lian Junjie

## Uitslag
| Rang   | Namen                             | Land | Sprongen | Sprongen | Sprongen | Sprongen | Sprongen | Sprongen | Totaal |
| Rang   | Namen                             | Land | 1        | 2        | 3        | 4        | 5        | 6        | Totaal |
| ------ | --------------------------------- | ---- | -------- | -------- | -------- | -------- | -------- | -------- | ------ |
| Goud   | Yang Hao Lian Junjie              | CHN  | 56.40    | 57.60    | 85.44    | 95.88    | 91.80    | 103.23   | 490.35 |
| Zilver | Tom Daley Noah Williams           | GBR  | 53.40    | 51.60    | 83.52    | 93.96    | 87.72    | 93.24    | 463.44 |
| Brons  | Rylan Wiens Nathan Zsombor-Murray | CAN  | 53.40    | 51.60    | 78.72    | 83.52    | 75.48    | 79.68    | 422.13 |
| 4      | Randal Willars Kevin Berlín       | MEX  | 50.40    | 48.00    | 81.60    | 74.52    | 78.81    | 85.32    | 418.65 |
| 5      | Kirill Boliukh Oleksiy Sereda     | UKR  | 48.60    | 48.60    | 76.80    | 76.80    | 74.37    | 87.48    | 412.65 |
| 6      | Cassiel Rousseau Domonic Bedggood | AUS  | 51.00    | 48.60    | 76.80    | 72.96    | 64.38    | 81.00    | 394.74 |
| 7      | Timo Barthel Jaden Eikermann      | GER  | 49.80    | 47.40    | 74.88    | 66.33    | 61.20    | 64.80    | 364.41 |
| 8      | Gary Hunt Loïs Szymczak           | FRA  | 48.00    | 45.00    | 62.10    | 39.60    | 65.28    | 54.60    | 314.58 |